# París-Reims

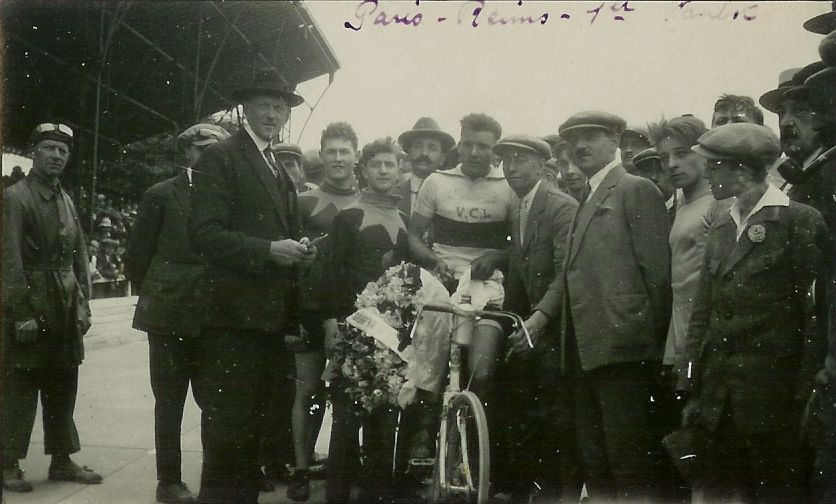
Georges Wambst, vencedor de la París-Reims de 1925

La París-Reims va ser una competició ciclista francesa que es disputava entre París i Reims, al Marne. Creada al 1921, es va córrer fins al 1946.

## Palmarès
| Any  | Vencedor        | Segon                | Tercer            |
| ---- | --------------- | -------------------- | ----------------- |
| 1921 | Robert Reboul   | Jean Hilarion        | Fernand Moulet    |
| 1923 | Paul Lesault    | Léon Durieux         | Achille Souchard  |
| 1924 | Georges Leblanc | André Vugé           | André Leducq      |
| 1925 | Georges Wambst  | Armand Blanchonnet   | Louis Mercier     |
| 1926 | André Aumerle   | Georges Robert       | Marius Gallottini |
| 1927 | René Brossy     | André Aumerle        | Deshoux           |
| 1928 | André Trantoul  | Andre Bianchi        | Roger Bisseron    |
| 1929 | Renaud          | René Brossy          | Robert Rigaux     |
| 1930 | René Le Grevès  | Jean Driancourt      | Léon Le Calvez    |
| 1931 | René Le Grevès  | Robert Rigaux        | Fernand Mithouard |
| 1932 | Lucien Weiss    | Étienne Parizet      | Philippe Bono     |
| 1933 | Jean Goujon     | Rémi Royer           | Léon Level        |
| 1934 | Étienne Parizet | Jean Driancourt      | Armand Blanchon   |
| 1935 | Rémi Royer      | Georges Hubatz       | Paul Corallini    |
| 1941 | Jules Rossi     | Louis Thiétard       | Raymond Louviot   |
| 1942 | Émile Idée      | Amédée Rolland       | Raymond Louviot   |
| 1943 | Jules Rossi     | Camille Danguillaume | Frans Bonduel     |
| 1945 | Fermo Camellini | Jean-Marie Goasmat   | Éloi Tassin       |
| 1946 | Louis Caput     | Albert Dolhats       | Guy Lapébie       |